# 布朗斯克里克鎮區 (明尼蘇達州紅湖縣)
布朗斯克里克鎮區（英語：Browns Creek Township）是位於美國明尼蘇達州紅湖縣的一個行政鎮區。

## 地方資料
布朗斯克里克鎮區的面積為31.18平方千米，皆為陸地。根據2020年美國人口普查的數據，當地共有人口41人，而人口密度為每平方千米1.31人。